# Izraelska Orkiestra Filharmoniczna
Izraelska Orkiestra Filharmoniczna (hebr. ‏התזמורת הפילהרמונית הישראלית‎, Ha-Tizmoret ha-Filharmonit ha-Jisra’elit) – narodowa orkiestra symfoniczna Izraela, z siedzibą w mieście Tel Awiw. Wcześniej znana jako Filharmonia Palestyny lub Orkiestra Symfoniczna Ziemi Izraela (hebr. ‏התזמורת הסימפונית הארץ-ישראלית‎, Ha-Tizmoret ha-Simfonit ha-Erec-Jisra’elit).

## Historia

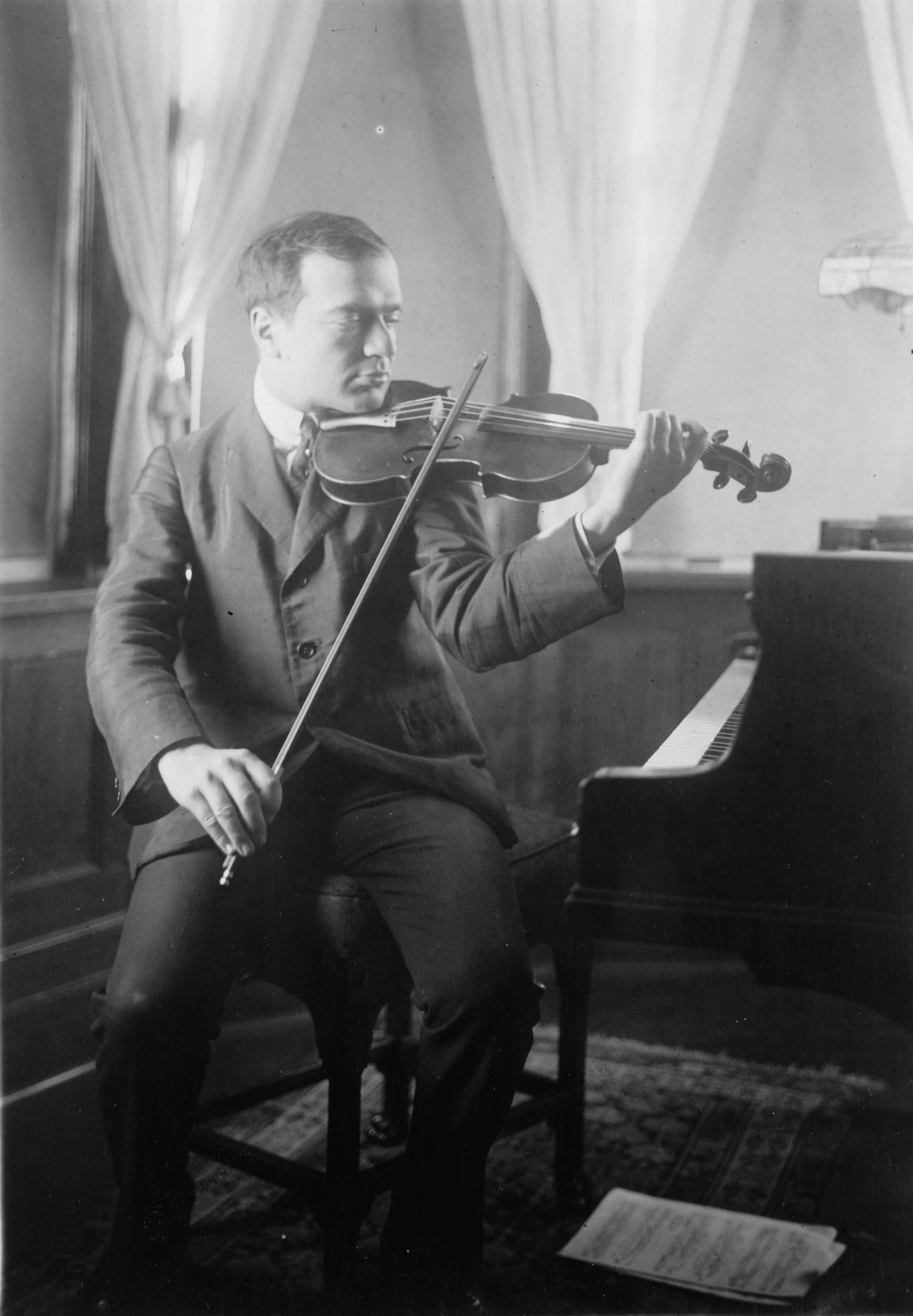
Bronisław Huberman

Orkiestra została założona przez skrzypka Bronisława Hubermana. Zgromadził on wokół siebie grupę żydowskich muzyków, którzy schronili się w Brytyjskim Mandacie Palestyny przed narastającym w Europie antysemityzmem. Koncert inauguracyjny odbył się 26 grudnia 1936, podczas Targów Wschodu w Tel Awiwie. Orkiestra wystąpiła wówczas pod dyrygentem Arturo Toscaninim.
Początkowo orkiestra nazywała się Filharmonią Palestyny lub Orkiestrą Symfoniczną Ziemi Izraela (hebr. התזמורת הסימפונית הארץ-ישראלית). Podczas II wojny światowej dała około 140 koncertów dla żołnierzy państw sprzymierzonych. Występowała między innymi w 1942 dla Brygady Żydowskiej w El Alamein. Pod koniec wojny dała uroczyste koncerty w Belgii.
W 1946 nadano jej nazwę Izraelska Orkiestra Filharmoniczna (hebr. התזמורת הפילהרמונית הארץ-ישראלית, ang. Philarmonic Orchestra of Eretz Israel). Obecną nazwę zespół nosi od powstania państwa Izraela w 1948.

## Działalność

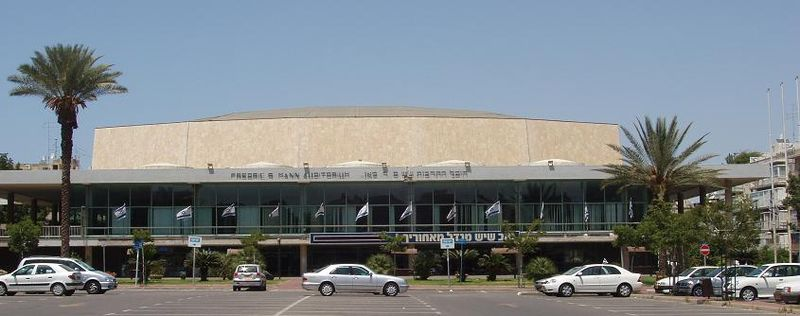
Audytorium Manna

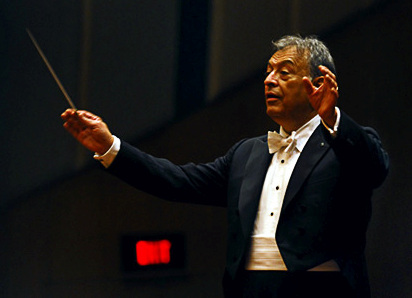
Zubin Mehta dyryguje Filharmonią Izraela podczas koncertu w Bombaju (2008)

Orkiestra jest uznawana za jedną z najlepszych orkiestr symfonicznych na świecie. Najlepsi soliści ubiegają się o przywilej koncertowania z orkiestrą. Wśród nich znaleźli się między innymi Jicchak Perlman i Pinchas Zukerman. Siedzibą zespołu jest Audytorium Manna w Tel Awiwie.
Najdłuższe światowe tournée odbyło się od 11 października do 23 grudnia 1960. Orkiestra wystąpiła wówczas we Francji, Stanach Zjednoczonych, Japonii i Indiach.
W sierpniu 1988 orkiestra dała specjalny koncert pod kierownictwem dyrygenta Zubina Mehty w Parku Jarkon w Tel Awiwie. Z solistów wystąpił tenor Plácido Domingo i skrzypek Jicchak Perlman. Koncertu wysłuchało około 100 tys. osób.

## Dyrygenci
Wybór każdego nowego stałego dyrygenta Filharmonii Izraela jest szeroko dyskutowany w świecie muzyki poważnej.
- William Steinberg (1936–1938)
- Leonard Bernstein (1947–1949, i honorowo od 1988)
- Paul Paray (1949–1950)
- Bernardino Molinari (1950–1952)
- Jean Martinon (1957–1959)
- Zubin Mehta (od 1968)